# 半人馬座V789
半人馬座V789，又名CD-40 7662，HD 113523、SAO 223881、HR 4938，是半人馬座的一颗恒星，视星等为6.26，位于銀經305.64，銀緯21.61，其B1900.0坐标为赤經12h 59m 10s，赤緯-40° 21.61′ 33″。